# Флотт, Поль де
Луи Франсуа Рене Поль де Флотт (1 февраля 1817, Ландерно, Королевство Франция — 22 августа 1860, Баньяра-Калабра, Королевство обеих Сицилий) — французский военный моряк и революционер.

## Биография
Луи Франсуа Рене Поль де Флотт родился в семье офицера артиллерии. В возрасте 11 лет поступил в военное училище Ла-Флёш, затем в Военно-морскую академию, которую окончил вторым по успеваемости на своём курсе. В ноябре 1832 года отправился в плавание на учебном корабле Orion. 
С ноября 1833 года на корабле Astrée ходил в плавания к берегам Алжира и в Карибское море. В конце 1835 года на корвете Dordogne сдал экзамены и с апреля 1836 года начал службу во французском военно-морском флоте, совершив до 1840 года два кругосветных плавания. 
В 1841—1846 годах служил у берегов Вест-Индии и Африке. В 1843 году увлёкся социализмом и стал горячим проповедником доктрины Фурье. Получив звание лейтенанта в 1846 году, представил в военно-морское министерство свой проект колёсного парохода, получивший одобрение, и на некоторое время для завершения работы был оставлен в Париже. 
Во время июньского восстания 1848 года выступил на стороне повстанцев, за что в сентябре того же года был арестован и отправлен в тюрьму на острове Бель-Иль, откуда несколько раз безуспешно пытался бежать. В 1849 году ему было позволено вернуться в Париж, где он сумел избраться в парламент от социалистов, но после переворота 2 декабря, устроенного Луи Наполеоном, был вынужден эмигрировать в Бельгию, где прожил два года, затем под вымышленным именем вернулся во Францию, где некоторое время работал в железнодорожной компании. 
В 1860 году оставил эту работу, отправившись на Сицилию, где присоединился к «Тысяче» Джузеппе Гарибальди. После завоевания острова гарибальдийцами де Флотту было поручено командование флотом, который должен был высадить десант в Солано (Калабрия). Там он был убит во время высадки пулевым выстрелом в голову. Стал единственным из иностранцев, посмертно награждённых гарибальдийской «медалью „Тысячи“».
Работы его авторства: «La Souveraineté du peuple» (Париж, 1851); «Mémoires sur la substitution de l’hélice aux roues du bateau à vápeur» (1843).